# Потёмкин, Михаил Сергеевич
Михаил Сергеевич Потёмкин (1744—1791) — генерал-поручик, генерал-кригскомиссар, действительный камергер из рода Потёмкиных.

## Биография
Родился в 1744 году, сын секунд-майора Сергея Дмитриевича Потёмкина от брака с Анной Михайловной урождённой княжной Крапоткиной. Приходился дальним родственником князю Потемкину-Таврическому, которому в значительной степени обязан своей карьерой (по кровному родству они не ближе, чем троюродные братья; но брак с племянницей Г. А. Потёмкина значительно сблизил их родство).
Получив домашнее образование, Потёмкин в 1764 году поступил в военную службу в лейб-гвардии Конный полк, где 14 марта 1767 года, по личному повелению императрицы Екатерины II, был произведён сверх комплекта из вахмистров в корнеты.
С 1768 года Потёмкин принимал участие в военных действиях против турок. В 1772 году смерть отца и расстройство имений — следствие кутежей и разгульной жизни его старшего брата Петра, — заставили Mихаила Потёмкина, как самого опытного из братьев в хозяйственных делах, взять на себя управление оставшимися от отца имениями. Несмотря на это, он не покинул военной службы и 15 августа 1773 года был сделан камер-юнкером с оставлением в Конной гвардии. Несколько ранее он отличился в сражении с турками под Силистрией и 26 ноября 1773 года награждён орденом Св. Георгия 4-й степени (№ 187 по кавалерскому списку Судравского и № 227 по списку Григоровича — Степанова)
За взятие батареи о четырех пушках, собрание расстроившейся команды и подавание примера своим подчиненным во время атаки неприятельского ретраншамента 18 июня 773 года при Силистрии.
2 марта 1776 года, в чине секунд-ротмистра, Потёмкин был отчислен от полка, сохранив придворное звание, но уже 28 июня следующего года он был произведён в генерал-майоры.
11 сентября 1787 года он женился на Татьяне Васильевне Энгельгардт (1769—1841), родной племяннице князя Потёмкина-Таврического. Могущественное положение его родственника и покровительство, оказываемое этим последним своим, даже самым дальним, родственникам, обеспечило дальнейшую карьеру Михаила Сергеевича. 22 августа 1782 года он получил звание шталмейстера императрицы Екатерины II, и служба его некоторое время протекала при дворе, в шумной, блестящей обстановке. В обществе, окружавшем Екатерину, Потёмкин был одним из самых видных и влиятельных членов партии сторонников князя Таврического, и все враги и недоброжелатели князя являлись, конечно, неприятелями Михаила Сергеевича. Государыня очень милостиво к нему относилась, и он находился в интимном кругу людей, составлявших её ежедневное общество.
28 июня 1783 года Потёмкин был назначен генерал-кригс-комиссаром (на место генерал-поручика Н. Д. Дурново) с увольнением от обязанностей шталмейстера. Приняв на себя новые обязанности, Потёмкин не оставил Санкт-Петербурга и придворной жизни и продолжал, изредка уезжая по делам службы из столицы, посещать общество Екатерины при дворе; 29 сентября 1785 года он был награждён орденом Св. Владимира 1-й степени, а 12 февраля 1786 года — орденом Св. Александра Невского.
В 1788 году, вследствие жалоб фельдмаршала Румянцева, Потёмкину было поручено произвести расследование о неисправности комиссариатской части в действующей армии. В это же время он получил приказ озаботиться доставлением необходимого оружия и других вещей для вновь учрежденного на время войны корпуса егерей. В том же году у него произошли столкновения с графом Воронцовым и Алексеем Орловым-Чесменским, который сильно интриговал против князя Г. А. Потемкина-Таврического. Михаилу Сергеевичу, совместно с А. М. Дмитриевым-Мамоновым, удалось совершенно разубедить Екатерину в наветах графа Орлова на русскую армию.
Из мелкого помещика Смоленской губернии обратившись в вельможу, Потёмкин сделался одним из богатейших людей столицы: он владел пожалованными, подаренными и полученными за женой недвижимыми имениями и капиталами; у него были дома в Санкт-Петербурге и Москве, дача в Царском Селе; он продал, между прочим, графу А. М. Дмитриеву-Мамонову принадлежавшие ему в Ярославской губернии 2432 души за 230000 рублей. Все сторонники и клевреты князя Таврического были его друзьями; он особенно дружил с одним из самых близких к князю людей и вершителем дел его канцелярии В. С. Поповым.
Смерть знаменитого родственника видимо сильно подействовала на Михаила Сергеевича. Посланный в Яссы для производства денежных расчетов по отпущенным князю Потёмкину, как главнокомандующему, огромным суммам (до 40 миллионов рублей), он имел также от Екатерины поручение привезти её корреспонденцию с князем Таврическим. Ему не удалось этого исполнить, так как, не доезжая 100 верст до Киева, он внезапно занемог и скончался в дорожной карете 14 (25) декабря 1791 года. Погребён он был в селе Никольское-Колчево, Подольского уезда Московской губернии, в храме Св. Николая Чудотворца.

## Потомство

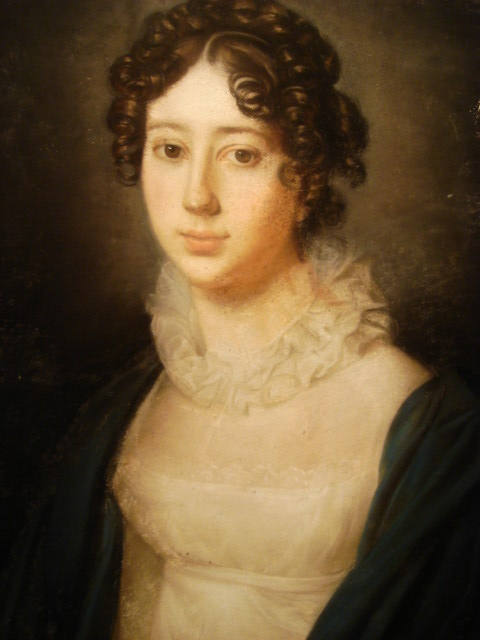
Екатерина, дочь

От брака с Татьяной Васильевной Энгельгардт (1769—1841), племянницей светлейшего князя Таврического, имел сына и дочь:
- Александр (1787—1872), действительный тайный советник, петербургский губернский предводитель дворянства (1842-54). Женат на княжне Татьяне Борисовне Голицыной (1801-69), статс-даме и благотворительнице.
- Екатерина (1788—1872), жена графа Александра Ивановича Рибопьера (1783—1865).

Вдова его вторым браком вышла замуж за князя Николая Борисовича Юсупова, знаменитого богача и ценителя искусств.